# Natalja Podolskaja
Natalja Joerjevna Podolskaja (Wit-Russisch: Натальля Юр'еўна Падольская, Russisch: Наталья Юревна Подольская) (Mahiljow, 20 mei 1982) is een Wit-Russische zangeres.
In 2003 begon ze haar solocarrière. Zij werd al snel ontdekt door een Engelse producer die haar uitnodigde om deel te nemen aan de Engelse voorselectie voor het Eurovisiesongfestival. Zij sloeg het aanbod af, omdat ze toen nog uitsluitend voor haar eigen land wilde uitkomen. In 2004 scoorde ze in Rusland een hit met het nummer Pozdno. Later dat jaar probeerde ze Wit-Rusland te vertegenwoordigen bij hun debuut op het Eurovisiesongfestival, maar werd uiteindelijk niet gekozen.

## Eurovisiesongfestival 2005
In 2005 werd zij aangeduid om Rusland te vertegenwoordigen bij het Eurovisiesongfestival 2005 met Nobody Hurt No One. Podolskaja trad aan als twintigste aan tijdens de finale en eindigde uiteindelijk op een teleurstellende vijftiende plaats, waardoor Rusland in 2006 weer in de halve finale moest beginnen.
1994: Joeddiph · 
1995: Filipp Kirkorov · 
1997: Alla Poegatsjova · 
2000: Alsou · 
2001: Moemi Troll · 
2002: Premjer Ministr · 
2003: t.A.T.u. · 
2004: Joelia Savitsjeva · 
2005: Natalja Podolskaja · 
2006: Dima Bilan · 
2007: Serebro · 
2008: Dima Bilan · 
2009: Anastasija Prychodko · 
2010: Pjotr Nalitsj · 
2011: Aleksej Vorobjov · 
2012: Boeranovskije Baboesjki · 
2013: Dina Garipova · 
2014: The Tolmachevy Twins · 
2015: Polina Gagarina · 
2016: Sergej Lazarev · 
2018: Joelia Samojlova · 
2019: Sergej Lazarev · 
2021: Manizja
- International Standard Name Identifier: 0000 0004 6211 031X
- MusicBrainz: 68dd09ec-fe71-4256-b3e9-6bf99e8e6540
- Virtual International Authority File: 1656154260597124480001